# Feuerbüchse

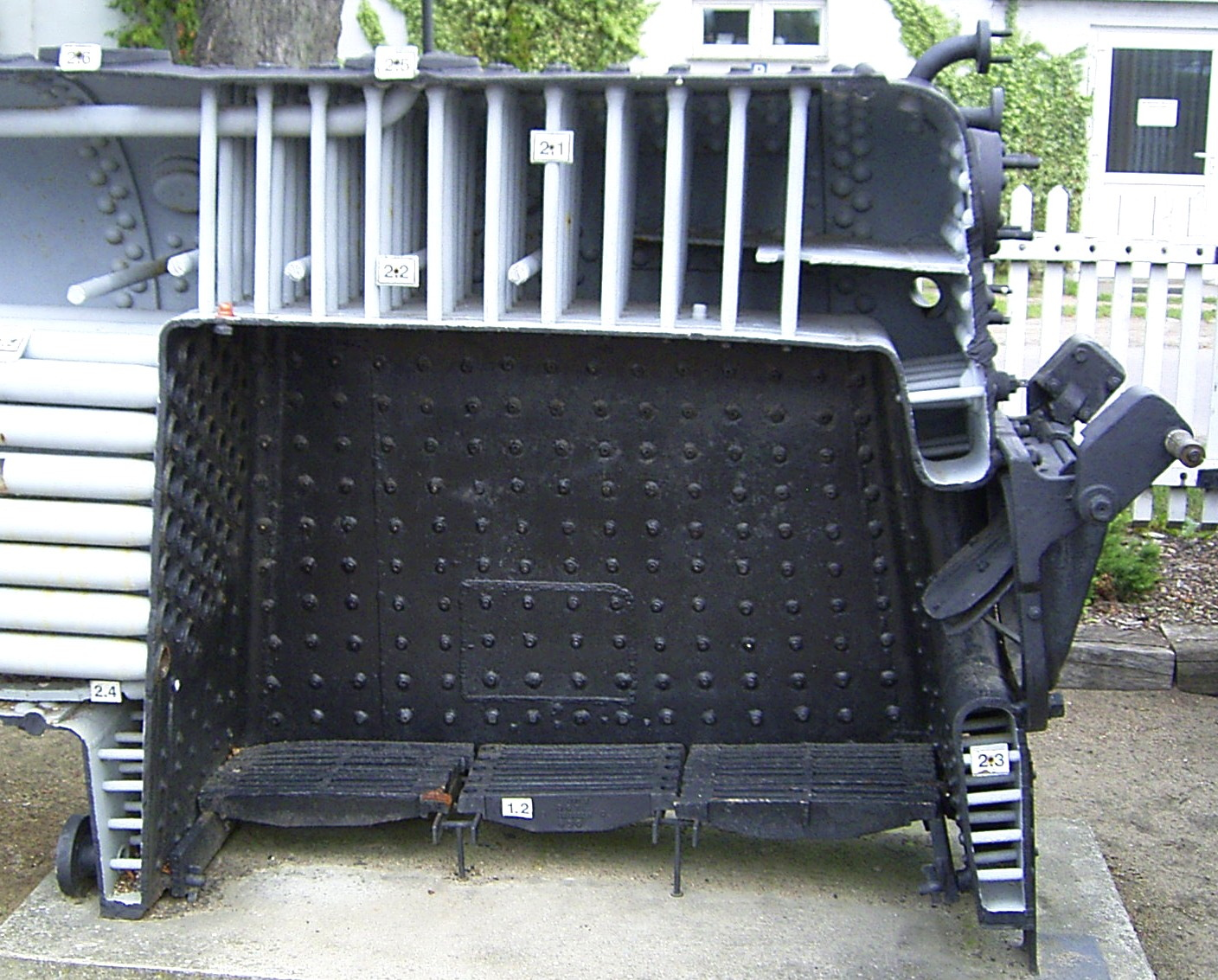
Schnitt durch den Hinterkessel einer Schmalspurlokomotive, die innenliegende kofferartige Konstruktion über dem Rost bezeichnet man als Feuerbüchse (Bild ist annotiert)

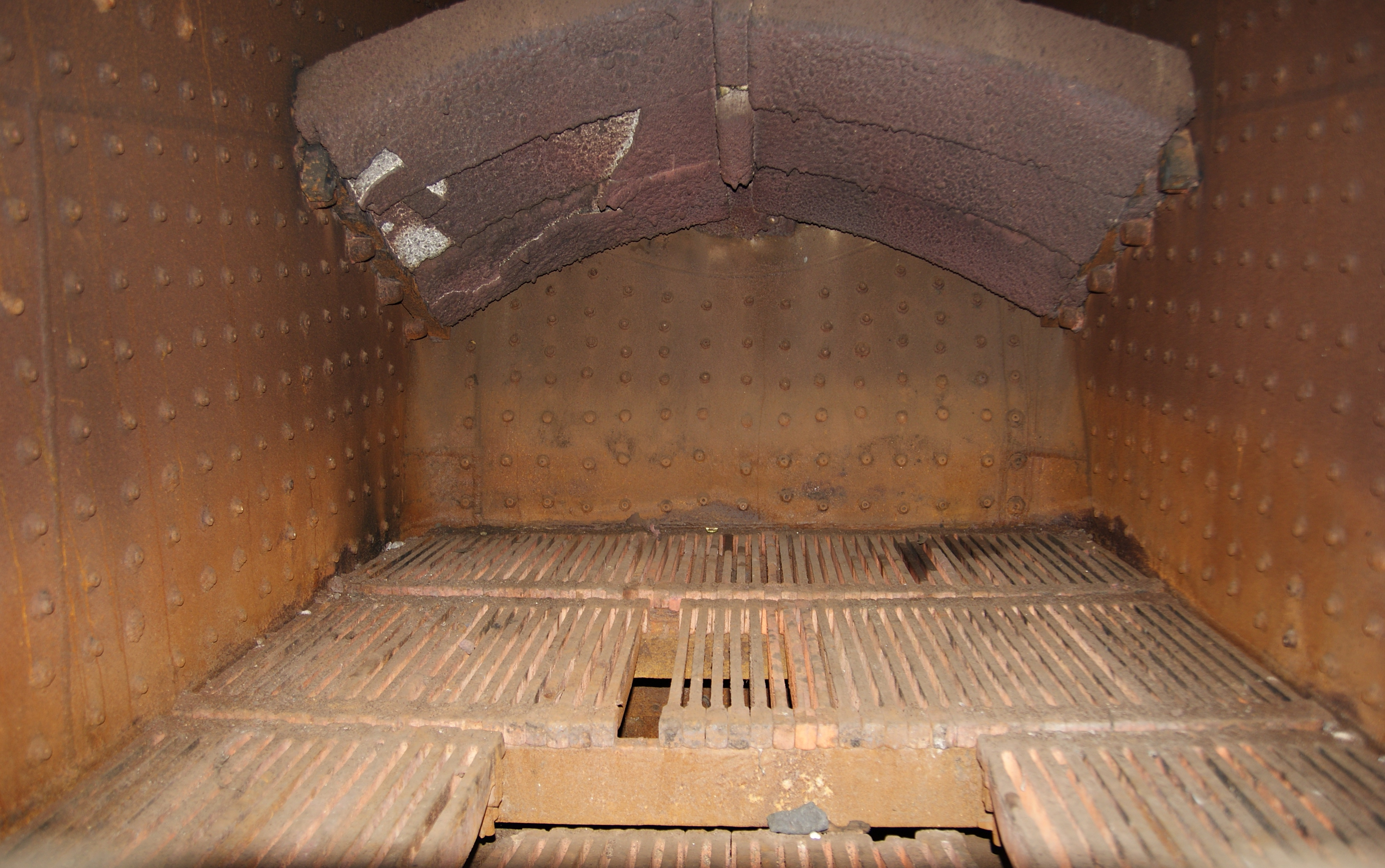
Feuerbüchse einer DR-Baureihe 52

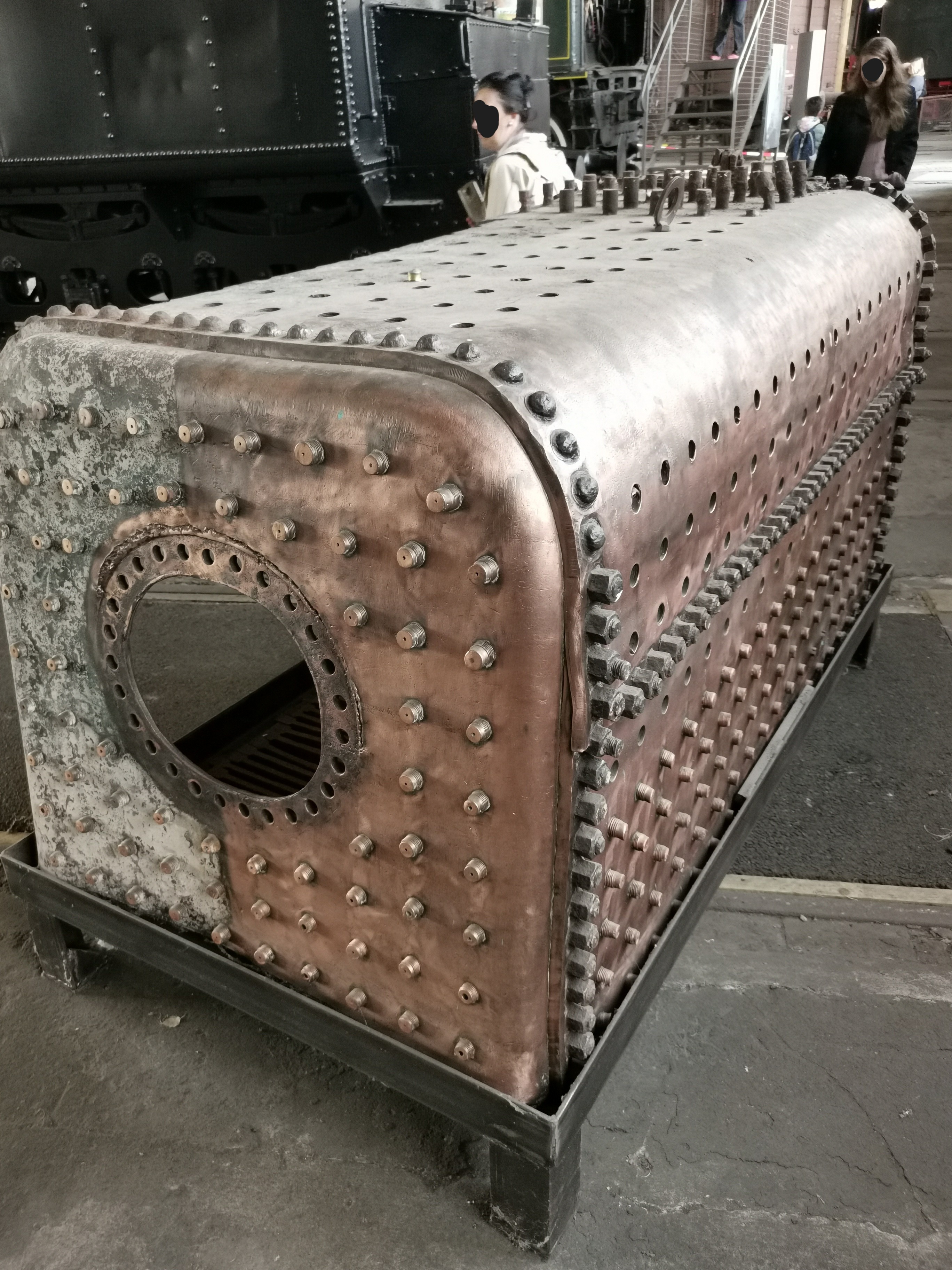
Feuerbüchse aus Kupfer als Wärmeleiter, Bahnpark Augsburg

Die Feuerbüchse ist als großer, kofferartiger Raum innerhalb des Stehkessels von Dampflokomotiven ausgebildet und dient als Verbrennungsraum. Sie besteht bei älteren Bauarten aus drei Teilen: Feuerbüchsmantel, -rohrwand und -rückwand. Die Feuerbüchsdecke ist oft nach hinten geneigt, damit sie auch bei Talfahrt mit niedrigem Wasserstand noch bedeckt bleibt. 
Die Feuerbüchse wird mit dem Stehkessel mittels Stehbolzen so verbunden, dass sie allseitig vom Wasser umgeben ist. Der Wasserraum sollte weit gehalten sein, damit die Dampfblasen gut nach oben abströmen können und neues zu verdampfendes Wasser ungehindert nachströmen kann. 
Nach unten wird die Feuerbüchse durch den Rost abgeschlossen, der den Brennstoff trägt sowie der Luftzufuhr zum Verbrennungsraum dient und zugleich für die Abscheidung der Aschen und Schlacken sorgt. Die Verbindung der Feuerbüchse mit dem Außenmantel des Hinterkessels wird durch den Bodenring hergestellt, der zugleich auch den unteren Abschluss des Wasserraumes bildet und an welchem die Tragstäbe des Rostes befestigt sind. Unter dem Bodenring ist ferner der Aschkasten angebracht.
Der Rost wurde maßgeblich nach der Wahl der verwendeten Brennstoffe oder der Leistung der Lokomotive gestaltet; die Brennstoffart bestimmte die Stärke der Roststäbe und der Zwischenräume zwischen diesen. Garbe bezeichnete die ideale Feuerbüchse als lang und schmal für eine möglichst vollkommene Verbrennung. Andersherum konnte der Rost bei Handfeuerung nicht beliebig verlängert werden, hier galt 3 m als vertretbare Größe. Eine höhere Verdampfungsheizfläche wiederum verlangte eine größere Heiz- und damit Rostfläche. Einem Heizer konnten aber bei Handfeuerung höchstens 4,5 m² zugemutet werden (DR-Baureihe 45). Lokomotiven mit größerer Rostfläche erschienen zur selben Zeit mit einem Stoker (SŽD-Baureihe ФД mit 7,04 m² Rostfläche). Die größte Rostfläche ist bei der Klasse Z-5 der Northern Pacific Railway mit 16,91 m² bekannt.
Die meisten Roste waren als Klapproste ausgeführt, um einerseits das Entschlacken des Rostes zu erleichtern und andererseits auch bei schweren Langlauffahrten ein Entschlacken auf Unterwegsbahnhöfen zu ermöglichen.
Außerdem befindet sich bei vielen Kesseln im vorderen Bereich der Feuerbüchse ein flachgewölbter Feuerschirm aus feuerfesten Steinen oder feuerfestem Mörtel. Dieser schützt die Rohrwand vor zu großer Hitzeeinwirkung, dient als Wärmespeicher und sorgt ferner für die Verwirbelung der Verbrennungsluft und der Heizgase, sodass sich frischer Brennstoff schneller erhitzen und entzünden lässt. In der Feuerbüchsrückwand befindet sich das Feuerloch, das durch die Feuertür verschlossen wird.
Neuere Kessel enthalten häufig noch die Verbrennungskammer, die an die Feuerbüchse anschließt. In diesem Fall ist die Rohrwand weiter in den Langkessel hinein verlegt, sodass die Strahlungsheizfläche (und damit die Wirksamkeit des Kessels) vergrößert wird.
Bei Betrieb von Dampflokomotiven mit flüssigen Brennstoffen wie Schweröl entfällt in der Feuerbüchse der Rost, der Verbrennungsraum wird durch den Aschkasten und die eigentliche Feuerbüchse gebildet. Da das von den Brennern erzeugte Ölfeuer (1.600 °C) eine sehr hohe Strahlungshitze erzeugt, müssen der Aschkasten und große Teile der eigentlichen Feuerbüchse mit Schamottesteinen ausgekleidet werden.